# Décalcomanie (테라의 음반)
《Décalcomanie》는 대한민국의 가수 테라의 처음이자 마지막 정규 음반이다.

음반 표지 (속지)

## 수록곡
- 전체 작사: 테라
- 전체 작곡: 사이토 히데오

| #   | 제목                                 | 작곡                        | 재생 시간 |
| --- | ------------------------------------ | --------------------------- | --------- |
| 1.  | 〈바닷가의 꿈〉                      | 편곡: 사이토 히데오, 김형석 | 4:35      |
| 2.  | 〈마애 (魔愛)〉                      | 편곡: 사이토 히데오, 김형석 | 4:28      |
| 3.  | 〈떠난후에야〉                       | 편곡: 사이토 히데오, 김형석 | 4:32      |
| 4.  | 〈샬라라 왕자에게〉                  | 편곡: 사이토 히데오, 김형석 | 4:09      |
| 5.  | 〈들꽃〉                             | 편곡: 사이토 히데오, 김형석 | 4:11      |
| 6.  | 〈여가〉 (汝歌)                      | 편곡: 사이토 히데오         | 4:15      |
| 7.  | 〈사람보기 절대원칙〉                | 편곡: 사이토 히데오         | 4:35      |
| 8.  | 〈우리 아줌마〉                      | 편곡: 사이토 히데오         | 4:06      |
| 9.  | 〈아시다〉 (From 선생님의 제자 올림) | 편곡: 사이토 히데오         | 4:57      |
| 10. | 〈넋두리〉                           | 편곡: 사이토 히데오, 김형석 | 2:45      |